# Scarabaeus heqvisti
Scarabaeus heqvisti är en skalbaggsart som beskrevs av Zur Strassen 1962. Scarabaeus heqvisti ingår i släktet Scarabaeus och familjen bladhorningar. Inga underarter finns listade i Catalogue of Life.